# Línguas nambiquaras
As línguas nambiquaras  formam uma família de línguas ameríndias do Brasil.

## Línguas
- Língua nambiquara
- Língua mamaindê
- Língua sabanê

## Classificação

### Rodrigues (1986)
O Nambikwára do Norte compreende quatro dialetos:
- Tawandê (também conhecido como Tagnaní)
- Lakondê
- Mamaindê
- Nagarotú

O Nambikwára do Sul abrange uma maior variedade, reunida em quatro grupos:
- Mundúka
- Nambikwára do Campo
- Nambikwára do Guaporé
- Nambikwára do Sararé (também chamado Kabixí)

### Camargo (2020)
Classificação das línguas Nambikwara segundo Camargo (2020), adaptado de Netto (2018) e de Eberhard (2009):
Família linguística Nambikwara
- Ramo Nambikwara do Norte
  - Grupo Roosevelt
    - Lakondê
    - Latundê
    - Sowaintê
    - Tawandê

  - Grupo Guaporé
    - Mamaindê
    - Negarotê
    - Tawendê
- Ramo Nambikwara do Sul
  - Manduca
    - Hukuntesú
    - Nensú (Nḛsu)
    - Niyahlosú
    - Siwaisú

  - Campo
    - Halotesú (Halottesu)
    - Kithãulhú
    - Sawentesú
    - Wakalitesú

  - Guaporé
    - Alãntesú
    - Hahãintesú (Háhãiʔtesu)
    - Waikisú
    - Wasúsu (Wasusʔu)

  - Sararé
    - Katitãulhú
- Ramo Sabanê
  - Sabanê

## Vocabulário
Vocabulário básico das línguas nambiquaras (Rodrigues 1986):
| Português | Sabanê    | Nambikwára do Norte (Mamaindê) | Nambikwára do Sul (Kithãulú) |
| --------- | --------- | ------------------------------ | ---------------------------- |
| dente     | wi³       | wiː³                           | w’i³                         |
| língua    | paiːl⁴    | hen’³                          | hel’³                        |
| ovo       | no        | nãː³                           | nau³                         |
| terra     | nu        | nũː                            | nu³                          |
| criança   | mais³     | wet³                           | wet³                         |
| lombriga  | y’oː³y’o³ | ya³yut’³                       | yũ³yũn³                      |
| fumo      | hais³     | ’et’³                          | ’et³                         |
| você      | wal⁴      | waiː²an³                       | w’ãin²                       |
| teu       | ma⁴       | wa⁴                            | w’ã²                         |
| arco      | poːk³     | huk’³                          | hukk’³                       |
| branco    | paːn³     | hãn³                           | hãn³                         |
| beber     | naː⁴      | naː²                           | naː²                         |
| vir       | maː³      | waː²                           | w’ãn²                        |
| cantar    | pãiːn³    | hain³                          | hain³                        |

## Comparações lexicais

### Bororo
Alguns paralelos lexicais entre o Proto-Nambikwara e o Proto-Bororo (Jolkesky 2016):
| Português    | Proto-Nambikwara | Proto-Bororo      |
| ------------ | ---------------- | ----------------- |
| arco         | *pokˀ            | *boika            |
| flecha/ponta | *hauːtˀ ‘flecha’ | *oto ‘bico/ponta’ |
| lua          | *hˀelɤ           | *ari              |
| milho        | *kajãt           | Bororo kujada     |
| pedra        | *tˀahˀli         | *tohori           |

### Aikanã
Alguns paralelos lexicais entre o Proto-Nambikwara e o Aikanã (Jolkesky 2016):
| Português        | Proto-Nambikwara | Aikanã                  |
| ---------------- | ---------------- | ----------------------- |
| anta             | *hɤlũːm          | arɤmɛ                   |
| cinza/pó/farinha | *Cɤnõn           | -nun ‘pó’; nu ‘farinha’ |
| fígado           | *pʔil̰            | iri                     |
| osso             | *soh             | zu                      |
| ouvir/orelha     | *ˀna ‘orelha’    | anapa ‘ouvir’           |
| ovo/semente      | *nau ‘ovo’       | zãu ‘semente’           |
| perna            | *nəik            | nai                     |
| ver              | *ẽːp             | apa                     |

### Irantxe
Alguns paralelos lexicais entre o Proto-Nambikwara e o irantxe (Jolkesky 2016):
| Português       | Proto-Nambikwara               | Iranxe          |
| --------------- | ------------------------------ | --------------- |
| algodão/amarrar | *kõn ‘algodão’                 | ʔkũna ‘amarrar’ |
| arco            | *pokˀ                          | boʔku/poku      |
| boca            | *jouː                          | jaʔa            |
| criança         | *mə̃its                         | maajta ‘filho’  |
| homem           | *entˀ                          | atina           |
| jacaré          | Sabanê towakali                | tiwakari        |
| maõ             | Sabanê apipa                   | mĩmã            |
| milho           | *kajãt                         | kuʔrato         |
| nariz           | *amiːts                        | kãmi(hĩ)        |
| ombro           | Mamaindê tapan, Latundê tapawn | tapan           |
| onça            | *janãl                         | jũnari          |
| orelha/ouvir    | *ˀna                           | ʔãna ‘ouvir’    |
| pai             | *wãi                           | majã            |
| perna           | *nəik                          | ʔĩnã/ĩnãkita    |
| queimar         | *tʰəp                          | itapa           |

### Itonama
Alguns paralelos lexicais entre o Proto-Nambikwara e o Itonama (Jolkesky 2016):
| Português       | Proto-Nambikwara            | Itonama        |
| --------------- | --------------------------- | -------------- |
| abutre          | Kithãulhu walusˀu           | waruʔsusu      |
| aldeia/clareira | Mamaindê naw ‘CLS.clareira’ | u-nau ‘aldeia’ |
| árvore          | *hapiːts                    | abɨte          |
| asa             | *nʔɘiC                      | anuʃe          |
| barriga         | Sabanê amola, mul           | bunu           |
| bom             | *mɘuli                      | uhmala         |
| criança         | *mə̃its                      | ahmaj-ʔje      |
| cupim           | Mamaindê walan              | ulala          |
| falar           | *sil                        | o-sine         |
| luz/sol         | Mamaindê pasã ‘luz’         | wapaʧˀa ‘sol’  |
| papagaio        | Sabanê kela                 | okˀere         |
| pedra           | *tʔapal                     | u-pala         |
| sentar-se       | *jauː                       | ʧaʔu-          |
| um              | *kanaːka(nat)               | u-kˀaʔne       |
| ver             | *ẽːp                        | ʧebe-          |